# El triunfo de Galatea (Rafael)

El triunfo de Galatea es un fresco pintado por Rafael Sanzio  entre 1510 y 1511 en la Villa Farnesina, en el barrio de Trastévere de Roma.
En esta obra la nereida Galatea, que ocupa el centro de la composición, representa el triunfo del amor platónico frente al amor carnal, del que se ve rodeada, con numerosos tritones, nereidas y otras criaturas marinas que, víctimas de los disparos de varios cupidos celestes, se ven arrebatados al goce sensual en movimientos muy dinámicos y contrapuestos. Galatea adopta una pose serpentinata y destaca su cabellera rubia ondeando al viento y su manto rojo pompeyano, tonalidad que vincula esta obra con la pintura de la antigüedad. Asimismo, cabe resaltar su serenidad, con una mirada hacia la esquina izquierda donde aparece el único cupido (de los varios que lanzan sus flechas de amor en el cielo) que, tranquilo, reserva sus dardos para la mejor ocasión.

## Descripción de la obra

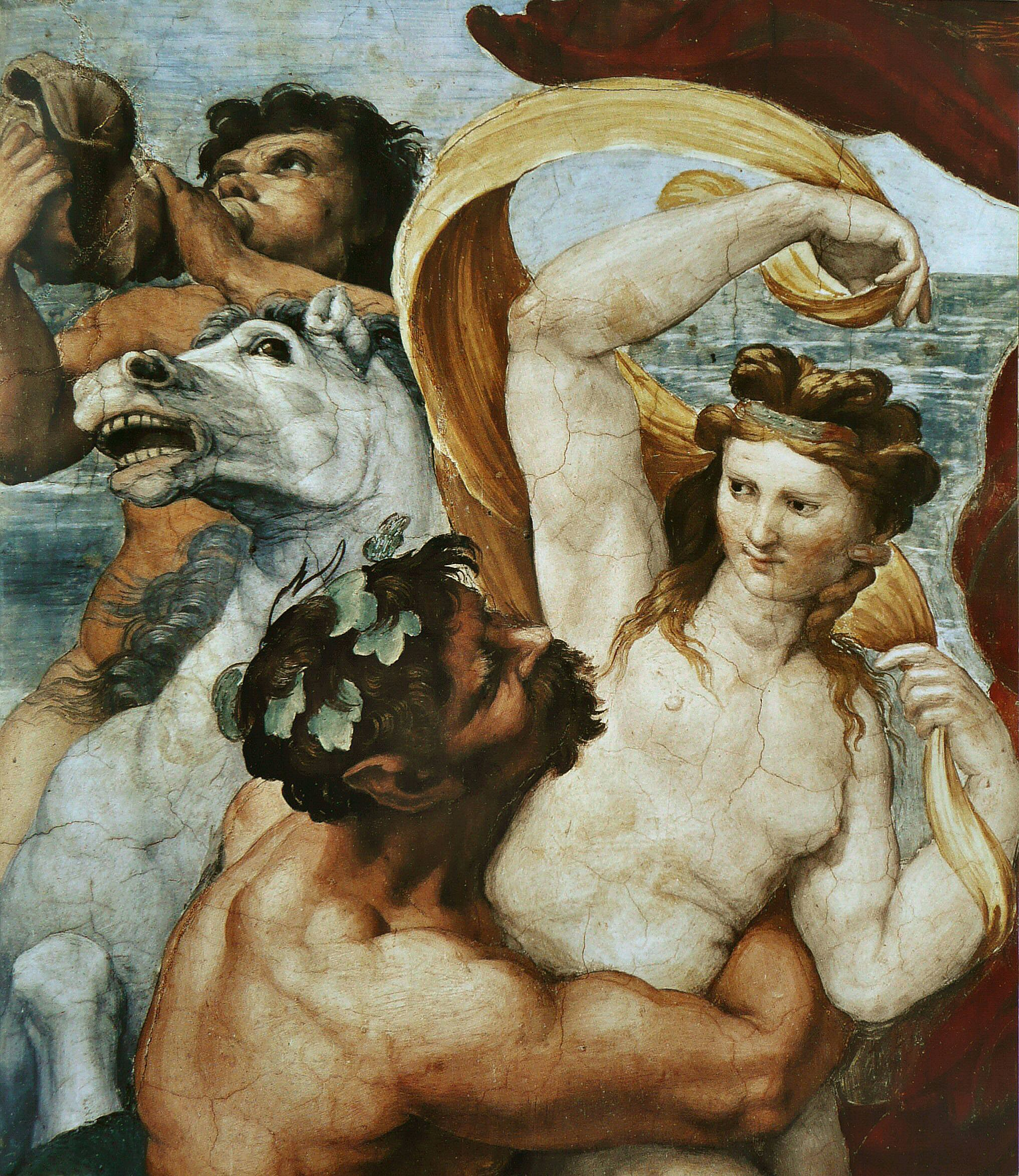
Detalle de la nereida y tritón en la zona frontal de la composición

En el centro de la composición, Galatea, subida en una concha, sostiene con ambas manos las riendas de una pareja de delfines que arrastra el original vehículo por la rizada superficie del mar. Anchuroso manto agitado por la brisa envuelve la mitad inferior del cuerpo de la nereida dejando visible su hermoso torso, que inclina ella graciosamente mientras vuelve la cabeza elevando la mirada al cielo para contemplar unos amorcillos juguetones que le disparan afiladas flechas.
Si Galatea, por la corrección de sus líneas, la pureza de sus contornos y la elegancia de sus movimientos es una figura admirable, no lo es menos la de una graciosa náyade que en primer término aparece montada en un centauro marino que trata de aprisionarla entre sus nervudos brazos mientras ella, sonriente y seductora, deja flotar al viento su ligero velo. 
Al fondo, varios centauros surcan las ondas, unos llevando a las compañeras de Galatea y otros tocando trompetas y caracolas. En primer término, el Amor vuela hasta tocar las agujas, sujetando a guisa de palafrenero a uno de los delfines como para indicar que todos los personajes de la composición se hallan sometidos a un avasallador imperio.

## Consideraciones
El banquero sienés Agostino Chigi, amigo del papa Julio II, encargó al pintor italiano la decoración de la suntuosa morada que acababa de hacerse construir, proyectada por Baldassarre Peruzzi, que, por haber pasado más tarde a ser propiedad de la familia Farnesio, se conoce con el nombre de la Farnesina. Entre los varios frescos ejecutados en ella por Rafael, ninguno es tan famoso como El triunfo de Galatea, que, a pesar de los deterioros ocasionados por el tiempo, aún es una obra incomparable que demuestra las excepcionales dotes de su autor.
Este fresco parece ser enteramente de la mano de Rafael, quien, en una carta dirigida a Baldassarre Castiglione, habla de él en estos términos:

En cuanto a la Galatea, yo me creería un gran maestro si las cualidades que Vuestra Señoría le reconoce existieran solo por la mitad. Veo en vuestras palabras el afecto que me profesáis y os diré que para pintar una belleza tendría necesidad de ver muchas con la condición de que vuestra señoría estuviera presente para escoger las más bella. Pero como los buenos jueces y las mujeres hermosas son tan raros, me aprovecho de cierta idea que se presenta a mi espíritu. Si esta idea tiene alguna excelencia artística, esto es lo que no sé por más que trato de averiguarlo.

Tenemos, pues, en el fresco de la Farnesina una obra en la que el mismo autor confiesa que ha tratado de realizar su ideal artístico. Conociendo lo mucho que podía en este sentido «el príncipe de los pintores», se puede considerar una obra maestra. Infinidad de grabados han reproducido esta imagen posteriormente, y destacan entre ellos los de Marcantonio Raimondi, Hendrick Goltzius y el francés Michel Dorigny (1617 - 1665).
Un poema de Poliziano elogiaba a la ninfa del mar Galatea por preferir el amor del espíritu al lascivo, y rehusar las pretensiones del cíclope Polifemo, cuya imagen pintó Sebastiano del Piombo en un fresco contiguo al de Rafael.